# Кухаренко, Юрий Владимирович
Юрий Владимирович Кухаренко (2 апреля 1919, с. Чапля Хмельницкой области — 6 января 1980, Москва) — советский археолог, доктор исторических наук, сотрудник Института археологии АН СССР, специалист в области изучения раннего железного века и раннего средневекового периодов Полесья.

## Биография
Родился в крестьянской семье. В 1936 году поступил на Высшие музейные курсы Наркомпроса РСФСР. В 1938 году был призван в ряды РККА и до 1947 года служил на Тихоокеанском флоте. В 1944 году вступил в члены КПСС.
Экстерном окончил исторический факультет Хабаровского педагогического института, до 1950 года учился в аспирантуре Государственного исторического музея в Москве.
В 1951 году защитил кандидатскую диссертацию «Юго-восточная граница расселения раннеславянских племен» и был принят на работу в Институт истории материальной культуры АН СССР (с 1959 года — Институт археологии) на должность научного сотрудника, позднее — старший научный сотрудник. В 1965 году защитил докторскую диссертацию «Древнее Полесье». В период с 1960 по 1980 годы активно изучал раскопки могильников Брест-Тришин, принадлежащие вельбарской культуре. 
В последний период жизни, будучи уже тяжело больным сердечником, подвергался преследованиям, организованным директором Института археологии академиком Б. А. Рыбаковым из-за своих оригинальных исследований и несогласия поддерживать фальсифицированные научные выводы. Эти потрясения закончились преждевременной смертью Кухаренко 6 января 1980 года. По утверждению А. Л. Хорошкевич, Рыбаков, не соглашавшийся с тезисом о сравнительно поздней миграции славян с запада, так накричал на Кухаренко, что тот скончался от инфаркта.

## Научная деятельность
Исследовал археологические памятники железного века на территории Украинского Поднепровья и, в основном, Припятского Полесья. Открыл и раскопал ставшие классическими могильники зарубинецкой культуры (Велемичи I и II, Воронино, Отвержичи). Им было изучено широко известное раннеславянское городище Хотомель VI—X веков.
Ю. В. Кухаренко составил первую сводку латенских вещей на территории Восточной Европы. Им была заложена основа современного понимания пражской культуры как отражения единой собственно славянской культуры V—VII веков.

## Основные работы

### Книги
- Средневековые памятники Полесья. — М.: Изд-во АН СССР, 1961. — 40 с. — (Свод археологических источников. — Вып. Е1-57).
- Памятники железного века на территории Полесья. — М.: Изд-во АН СССР, 1961. — 70 с. — (Свод археологических источников. — Вып. Д1-29).
- Первобытные памятники Полесья. — М.: Изд-во АН СССР, 1962. — 24 с. — (Свод археологических источников. — Вып. Б1-18).
- Зарубинецкая культура. — М.: Изд-во АН СССР, 1964. — 67 с. — (Свод археологических источников. — Вып. Д1-19).
- Археология Польши. — М.: Наука, 1969. — 240 с.
- Могильник Брест-Тришин. — М.: Наука, 1980. — 128 с.

### Статьи
- О некоторых археологических находках на Харьковщине // Краткие сообщения Института истории материальной культуры. — М.: Изд-во АН СССР, 1951. — Вып. XLI. — С. 99—108.
- Новопокровський могильник і поселення (укр.) // Археологія. — Київ: Вид-во АН УРСР, 1952. — Т. VI. — С. 33—50. Архивировано 23 января 2025 года.
- Могильники полей погребений в Верхнем Приднепровье (по данным раскопок 1951—1952 гг.) // Краткие сообщения Института истории материальной культуры. — М.: Изд-во АН СССР, 1954. — Вып. 53. — С. 80—85.
- Поселение и могильник полей погребений в селе Привольном // Советская археология. — М.: Изд-во АН СССР, 1955. — Т. XXII. — С. 125—152.
- Славянские древности V—IX веков на территории Припятского Полесья // Краткие сообщения Института истории материальной культуры. — М.: Изд-во АН СССР, 1955. — Вып. 57. — С. 33—38.
- Раскопки на городище и селище Хотомель (предварительное сообщение) // Краткие сообщения Института истории материальной культуры. — М.: Изд-во АН СССР, 1957. — Вып. 68. — С. 90—97.
- Из материалов разведок на Волыни // Краткие сообщения Института истории материальной культуры. — М.: Изд-во АН СССР, 1958. — Вып. 72. — С. 84—87.
- Волынская группа полей погребений // Советская археология. — 1958. — № 4. — С. 219—226.
- Распространение латенских вещей на территории Восточной Европы // Советская археология. — 1959. — № 1. — С. 31—51.
- Памятники зарубинецкой культуры в области Верхнего Поднепровья (материалы к археологической карте) // Памятники зарубинецкой культуры. — М.—Л.: Изд-во АН СССР, 1959. — С. 22—31. — (Материалы и исследования по археологии СССР. — № 70).
- К вопросу о происхождении зарубинецкой культуры // Советская археология. — 1960. — № 1. — С. 289—300.
- Раскопки у с. Сахновки // Славяне накануне образования Киевской Руси. — М.: Изд-во АН СССР, 1963. — С. 243—250. — (Материалы и исследования по археологии СССР. — № 108).
- Из разведок в Полесье // Краткие сообщения Института археологии. — М.: Наука, 1966. — Вып. 107. — С. 111—113.
- Le problème de la civilisation "gotho-gépide" en Polésie et en Volhynie (фр.) // Acta Baltico-Slavica. — Białystok: Białostockie Towarzystwo Naukowe, 1967. — T. V. — S. 19—40.
- Пинские курганы // Славяне и Русь. — М.: Наука, 1968. — С. 87—90.
- Полесье и его место в процессе этногенеза славян (по материалам археологических исследований) // Полесье (лингвистика, археология, топонимика). — М.: Наука, 1968. — С. 18—46.
- Древньоруське городище Покри (укр.) // Слов'яно-руські старожитності. — Київ: Наукова думка, 1969. — С. 108—111. Архивировано 5 декабря 2023 года.
- Погребение у с. Пересыпки // Древние славяне и их соседи. — М.: Наука, 1970. — С. 33—35.
- Волынская группа полей погребений и проблема так называемой готско-гепидской культуры (тезисы доклада) // Краткие сообщения Института археологии. — М.: Наука, 1970. — Вып. 121. — С. 57—59.
- Могильник II—IV вв. н. э. в г. Любомле // Краткие сообщения Института археологии. — М.: Наука, 1971. — Вып. 128. — С. 97—99.
- Баївський могильник (за матеріалами розкопок В. П. Петрова і А. П. Каліщука) (укр.) // Археологія. — Київ: Наукова думка, 1975. — Вип. 18. — С. 51—61. Архивировано 23 января 2025 года.
- Видиборские курганы // Краткие сообщения Института археологии. — М.: Наука, 1983. — Вып. 175. — С. 88—91.